# Ullal

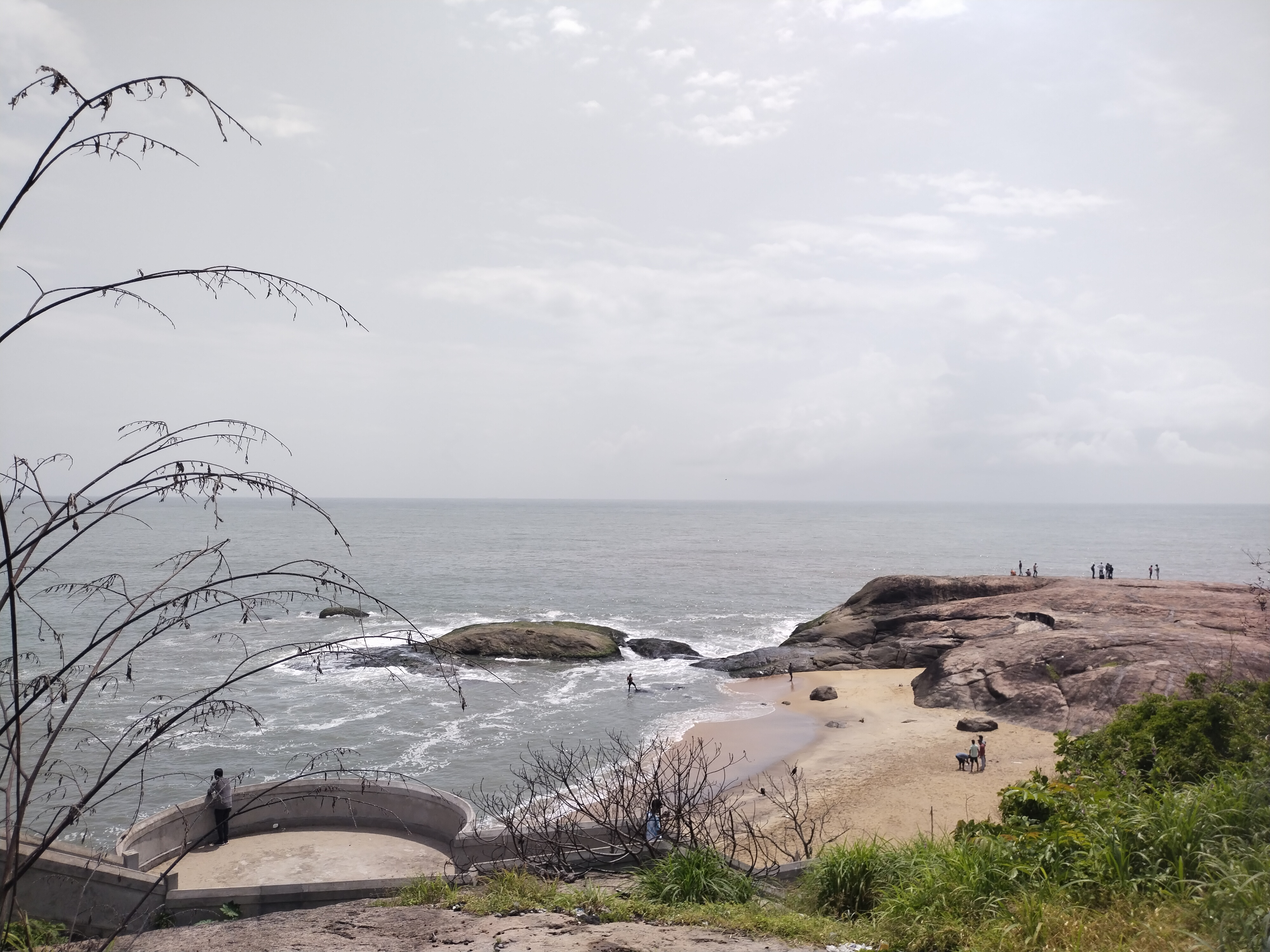
Playa Someshwahr

Ullal es una ciudad de la India situada en el distrito de Dakshina Kannada, Karnataka. Según el censo de 2011, tiene una población de 53 773 habitantes.
Fue la capital del reino de Tula y se encuentra entre las localidades más antiguas del país. Durante el siglo XV estuvo dominada por los portugueses, cuya influencia se nota en toda la ciudad.